# بناي راشد
بناي راشد (بالفارسية: بنای راشد) هي قرية تقع في مقاطعة دير في بوشهر في إيران. يقدر عدد سكانها بـ 107 نسمة بحسب إحصاء 2016.